# Dipsastraea
Dipsastraea Blainville, 1830  è un genere di madrepore della famiglia Merulinidae.

## Morfologia
I coralli Dipsastraea formano colonie massicce, piatte, sferiche, semisferiche, colonnari o incrostanti. I coralliti sono disposti in forma plocoide sulla superficie della colonia, cioè hanno pareti proprie, non fuse con i coralliti adiacenti, ma attaccate ad essi da foglietti chiamati costae. I coralliti figli si formano per divisione intratentacolare.
I polipi si estendono solo di notte e hanno un unico cerchio di tentacoli. Possiede anche tentacoli "spazzini", che hanno cellule urticanti chiamate nematocisti, utilizzate per cacciare le prede planctoniche. La gamma di colori comprende marrone, grigio, verde, crema, bianco, giallo, arancione o rosso. Il disco orale è spesso colorato in contrasto con il resto del tessuto polipoide.
L'aspetto è molto simile a quello del genere Favites e la confusione è comune nell'identificazione delle specie di entrambi i generi. La differenza è che le specie di Favites hanno le pareti dei coralliti, che sono gli scheletri individuali di ogni polipo, condivise o fuse, mentre le specie di Dipsastraea. Questo può essere visto solo quando il tessuto dell'animale viene ritratto, rivelando la sua struttura scheletrica.

## Habitat e distribuzione
Vivono su barriere coralline situate in mari tropicali, in aree vicine alla costa. Si trova soprattutto su fondali rocciosi, lagune, pendii della scogliera anteriore e scogliere intertidali.
Sono ampiamente distribuiti nell'Oceano Indo-Pacifico, dalle coste orientali dell'Africa, compreso il Mar Rosso e il Golfo di Aden, fino alle isole polinesiane del Pacifico centrale, comprese le coste dell'Australia a sud e delle Filippine e del Giappone a nord.

## Alimentazione
Contengono alghe simbiotiche; mutualistiche (entrambi gli organismi traggono beneficio dalla relazione) chiamate zooxantelle. Le alghe fotosintetizzano producendo ossigeno e zuccheri, che vengono utilizzati dai polipi, e si nutrono di cataboliti del corallo (soprattutto fosforo e azoto). Questo fornisce il 70-95% del loro fabbisogno alimentare. Il resto si ottiene intrappolando il plancton e la materia organica disciolta nell'acqua.

## Riproduzione
Si riproducono per via asessuata tramite gemmazione e per via sessuale rilasciando le loro cellule sessuali. In questo tipo di riproduzione, la maggior parte dei coralli rilascia uova e sperma nell'acqua, quindi la fecondazione è esterna. Le uova, una volta fuori, rimangono alla deriva nelle correnti per diversi giorni, formando poi una larva planula che cade sul fondo, vi si attacca e inizia la sua vita sessile, secernendo carbonato di calcio per formare uno scheletro. Successivamente, i polipi si riproducono per gemmazione, dando origine alla colonia.

## Cattività
Il suo mantenimento in cattività è relativamente semplice, rispetto ad altri coralli duri. Poiché può provenire da diversi habitat e profondità, sarà necessario verificare la sua posizione nell'acquario. In linea di principio, dovrebbe essere posizionato su rocce, poiché la sabbia può causare irritazioni.
L'illuminazione deve essere moderata e la corrente da leggera a moderata, poiché una corrente forte può impedire l'espansione dei polipi. I livelli di calcio devono essere monitorati frequentemente a causa del loro elevato apporto di calcio. Poiché ha tentacoli "spazzini" per la caccia, è necessario lasciargli spazio intorno, altrimenti danneggia i coralli vicini.

## Tassonomia
Comprende le seguenti specie:
- Dipsastraea albida (Veron, 2000)
- Dipsastraea amicorum (Milne Edwards & Haime, 1849)
- Dipsastraea camranensis (Latypov, 2013)
- Dipsastraea danai (Milne Edwards & Haime, 1857)
- Dipsastraea faviaformis (Veron, 2000)
- Dipsastraea favus (Forskål, 1775)
- Dipsastraea helianthoides (Wells, 1954)
- Dipsastraea lacuna (Veron, Turak & DeVantier, 2000)
- Dipsastraea laddi (Wells, 1954)
- Dipsastraea laxa (Klunzinger, 1879)
- Dipsastraea lizardensis (Veron, Pichon & Wijsman-Best, 1977)
- Dipsastraea maritima (Nemenzo, 1971)
- Dipsastraea marshae (Veron, 2000)
- Dipsastraea matthaii (Vaughan, 1918)
- Dipsastraea maxima (Veron, Pichon & Wijsman-Best, 1977)
- Dipsastraea mirabilis (Yabe & Sugiyama, 1941)
- Dipsastraea modesta (Nemenzo, 1971)
- Dipsastraea pallida (Dana, 1846)
- Dipsastraea rosaria (Veron, 2000)
- Dipsastraea rotumana (Gardiner, 1899)
- Dipsastraea speciosa (Dana, 1846)
- Dipsastraea truncata (Veron, 2000)
- Dipsastraea veroni (Moll & Best, 1984)
- Dipsastraea vietnamensis (Veron, 2000)
- Dipsastraea wisseli (Scheer & Pillai, 1983)